# 시노다 유
시노다 유(일본어: 篠田 ゆう, 1991년 7월 21일 ~ 2023년 11월 은퇴)는 2010년 12월에 데뷔한 일본의 AV 여배우다.